# Gilling with Hartforth and Sedbury
Gilling with Hartforth and Sedbury – civil parish w Anglii, w North Yorkshire, w dystrykcie (unitary authority) North Yorkshire. W 2011 civil parish liczyła 534 mieszkańców.